# Desmotadora

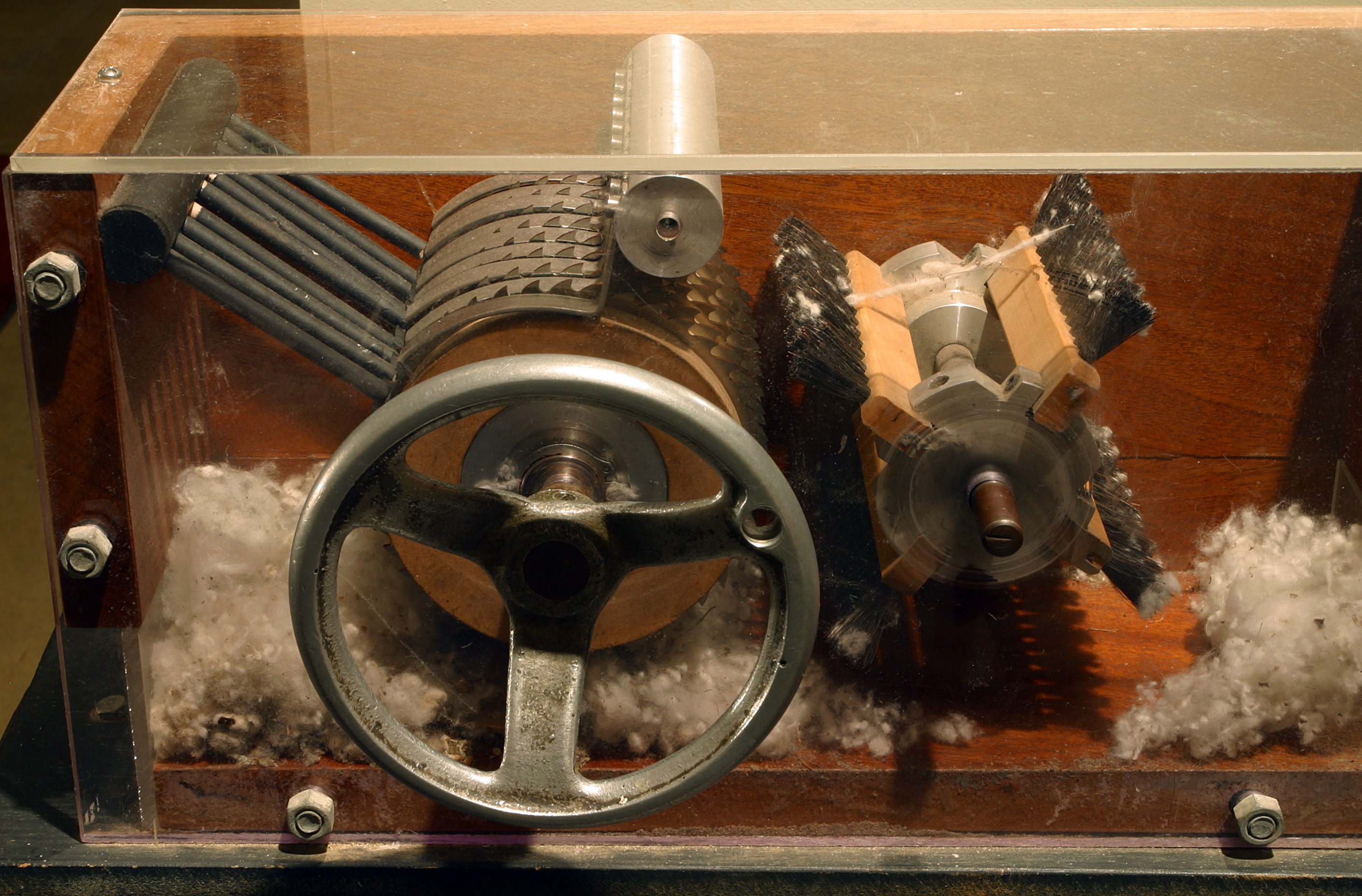
Desmotadora exhibida en el Eli Whitney Museum (Connecticut).

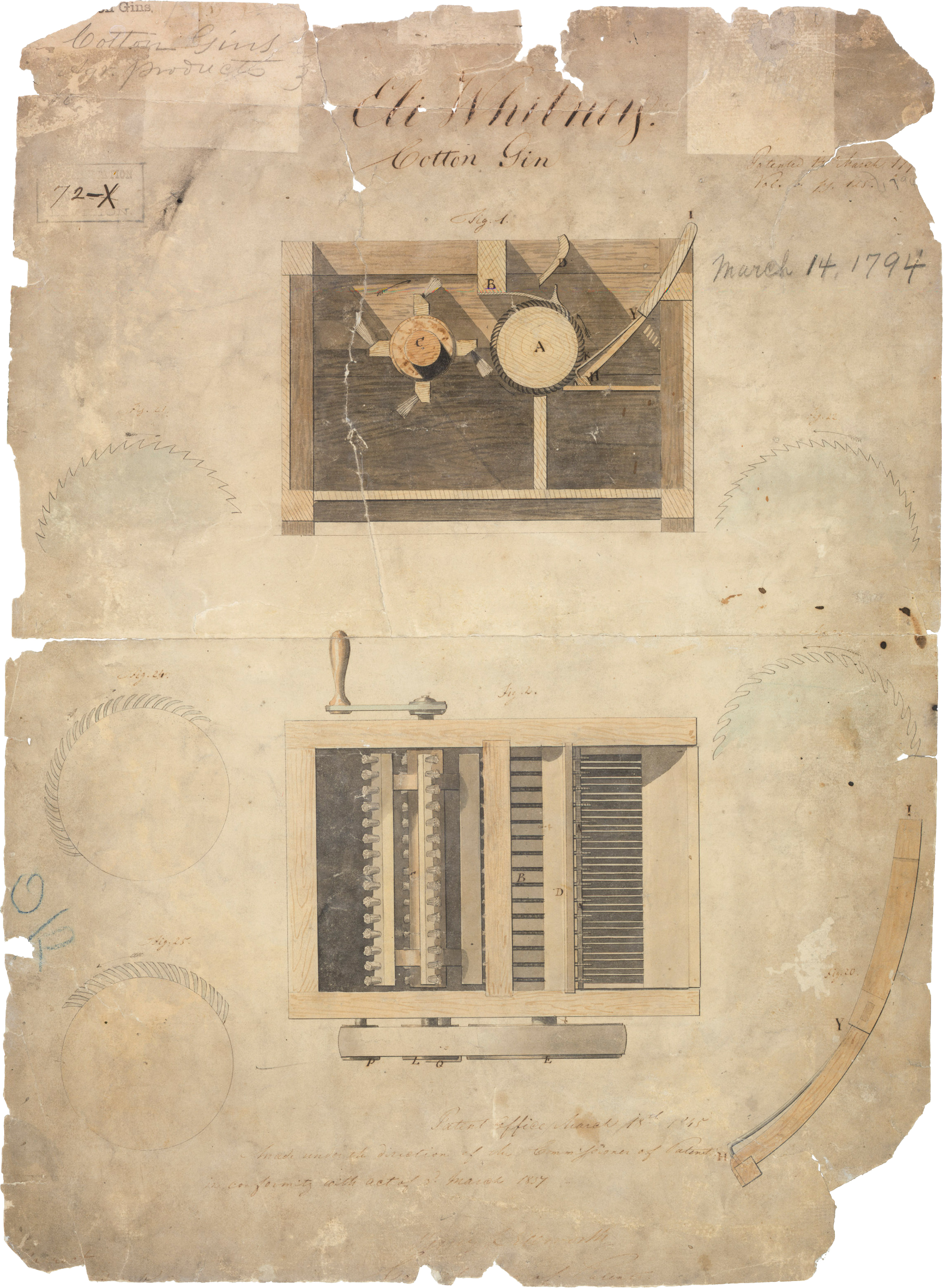
Patente original de la desmotadora (14 de marzo de 1794).

Una desmotadora o almarrá es una máquina que separa rápida y fácilmente las fibras de algodón de sus semillas. La primera desmotadora patentada constaba de cuatro partes. Una tolva donde se cargaba el algodón. Un tubo cubierto de ganchos girado por una manivela llevaba el algodón a una tercera parte inmóvil, operación que separaba las fibras de sus semillas. La cuarta parte de la máquina consistía en un cilindro cubierto de cerdas que, girando en dirección opuesta, lograba extraer el algodón de los ganchos de alambre.
Este artilugio fue desarrollado por Eli Whitney en 1793 y permitía la separación del algodón 
a gran velocidad y de manera económica, ya que realizaba mecánicamente el trabajo manual equivalente de diez personas. El aumento de la productividad permitió mejorar el abastecimiento a la creciente demanda de algodón en bruto tras la invención del telar.

## Historia

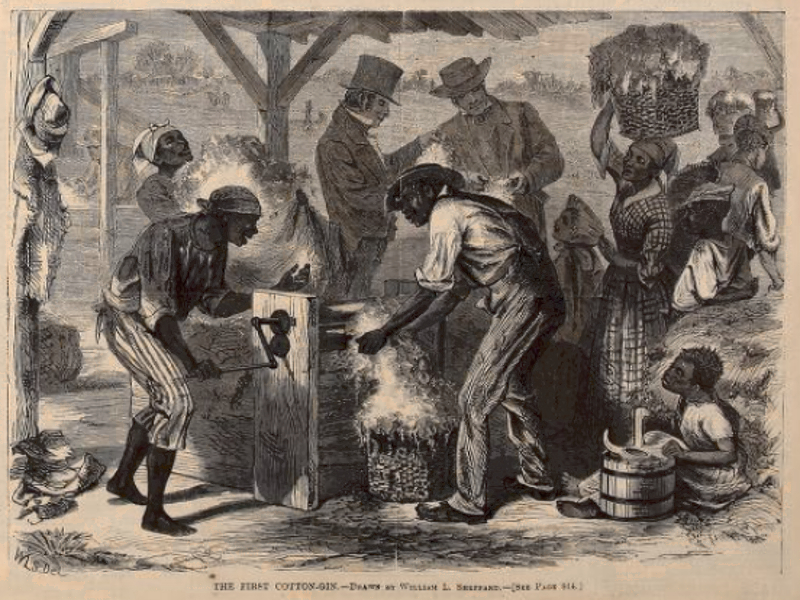
"La primera desmotadora de algodón", un grabado de Harper's Magazine, 1869. Este grabado representa una desmotadora de rodillos utilizada por los africanos esclavizados, que precedió a la invención de Eli Whitney.

Una desmotadora de algodón de un solo rodillo comenzó a utilizarse en la India en el siglo V. Una mejora inventada en la India fue la desmotadora de dos rodillos, conocida como "churka", "charki" o "rodillo de madera trabajado por gusanos".

### Las primeras desmotadoras de algodón
Las primeras versiones de la desmotadora de algodón consistían en un solo rodillo hecho de hierro o madera y una pieza plana de piedra o madera. Las primeras evidencias de la desmotadora de algodón se encuentran en el siglo V, en forma de pinturas budistas que representan una desmotadora de un solo rodillo en las Cuevas de Ajanta en India occidental. Estas primeras desmotadoras eran difíciles de usar y requerían una gran habilidad. Era necesario un rodillo único y estrecho para expulsar las semillas del algodón sin aplastarlas. El diseño era similar al de un piedra de moler, que se utilizaba para moler el grano. La historia temprana de la desmotadora de algodón es ambigua, porque los arqueólogos probablemente confundieron las partes de la desmotadora de algodón con otras herramientas.

### La India medieval
Entre los siglos XII y XIV, aparecieron las desmotadoras de doble rodillo en la India y China. La versión india de la desmotadora de doble rodillo se extendió por el comercio mediterráneo del algodón en el siglo XVI. En algunas zonas, este dispositivo mecánico era accionado por la fuerza del agua.
La desmotadora de tornillo sin fin, que se inventó en el subcontinente indio durante la primera época del sultanato de Delhi, entre los siglos XIII y XIV, empezó a utilizarse en el imperio mogol en algún momento del siglo XVI, y sigue utilizándose en el subcontinente indio hasta nuestros días. Otra innovación, la incorporación del mango de manivela en la desmotadora de algodón, apareció por primera vez en algún momento de finales del sultanato de Delhi o principios del imperio mogol. La incorporación del engranaje de tornillo sin fin y de la manivela en la desmotadora de algodón de rodillos condujo a una gran expansión de la producción textil de algodón en la India durante la época mogol.
Se informó que, con una desmotadora de algodón india, que es mitad máquina y mitad herramienta, un hombre y una mujer podían limpiar 28 libras de algodón por día. Con una versión modificada de Forbes, un hombre y un niño podían producir 250 libras por día. Si se utilizaran bueyes para accionar 16 de estas máquinas, y se empleara el trabajo de algunas personas para alimentarlas, podrían producir tanto trabajo como el que realizaban 750 personas anteriormente.

### Estados Unidos
La desmotadora de algodón de rodillos india, conocida como churka o charkha, fue introducida en Estados Unidos a mediados del siglo XVIII, cuando fue adoptada en el sur de Estados Unidos. El dispositivo se adoptó para limpiar el algodón de fibra larga, pero no era adecuado para el algodón de fibra corta que era más común en ciertos estados como Georgia, Estados Unidos. El señor Krebs, en 1772, y Joseph Eve, en 1788, introdujeron varias modificaciones en la desmotadora de rodillos india, pero sus usos siguieron limitándose a la variedad de grano largo, hasta que Eli Whitney desarrolló una desmotadora de algodón de grano corto en 1793.

### Desmotadora de Eli Whitney
Eli Whitney inventó esta sencilla máquina en 1793 para mecanizar la producción de fibra de algodón. El invento recibió una patente el 14 de marzo de 1794. La desmotadora supuso un fuerte activo para la economía estadounidense de la época.
El modelo de desmotadora de algodón de Whitney era capaz de limpiar 50 libras (22,7 kg) de pelusa al día. El modelo consistía en un cilindro de madera cubierto por filas de alambres delgados que atrapaban las fibras de las bolas de algodón. Cada fila de alambres pasaba por las barras de una rejilla en forma de peine, tirando de las fibras de algodón a través de la rejilla mientras lo hacían. Los dientes en forma de peine de las rejillas estaban estrechamente espaciados, lo que impedía el paso de las semillas, los fragmentos del duro cáliz seco de la flor de algodón original, o los palos y otros residuos adheridos a las fibras. A continuación, una serie de cepillos situados en un segundo cilindro giratorio cepillaban las fibras, ya limpias, para separarlas de los hilos y evitar que el mecanismo se atascara.
Existe cierta controversia sobre si es correcto atribuir a Whitney la idea de la desmotadora y sus elementos constituyentes. Algunos consideran que la invención, o al menos el concepto original, debe acreditarse a Catherine Littlefield Greene, su patrona. En aquella época las mujeres no podían recibir patentes en Estados Unidos y puede que Greene pidiese a Whitney que la tramitase en su lugar. Los registros de la oficina de patentes también indican que la primera desmotadora puede haber sido construida por un mecánico llamado Noah Homes dos años antes de que Whitney solicitara su patente.
Según Joseph Needham, en la India se presentó un precursor de la desmotadora conocido como charkhi, que contaba con dos tornillos sin fin alargados usados para girar sus rodillos en direcciones opuestas.

### La desmotadora de McCarthy
Mientras que la desmotadora de Whitney facilitaba la limpieza de las semillas del algodón de fibra corta, dañaba las fibras del algodón de fibra extra larga (Gossypium barbadense). En 1840, Fones McCarthy recibió la patente de una "Desmotadora de algodón con cilindro suave", una desmotadora de rodillos. La desmotadora de McCarthy se comercializaba para su uso con algodón de fibra corta y extra larga, pero era especialmente útil para procesar algodón de fibra larga. Después de que la patente de McCarthy expirara en 1861, las desmotadoras del tipo McCarthy se fabricaron en Gran Bretaña y se vendieron en todo el mundo. La desmotadora de McCarthy fue adoptada para limpiar la variedad Sea Island de algodón de fibra extra larga que se cultivaba en Florida, Georgia y Carolina del Sur. Limpiaba el algodón varias veces más rápido que las desmotadoras más antiguas y, cuando era impulsada por un caballo, producía de 150 a 200 libras de pelusa al día. La desmotadora McCarthy utilizaba una cuchilla oscilante para separar las semillas de la pelusa. La vibración causada por el movimiento de vaivén limitaba la velocidad a la que podía funcionar la desmotadora. A mediados del siglo XX, las desmotadoras que utilizaban una cuchilla giratoria sustituyeron a las que utilizaban una cuchilla de vaivén. Estas descendientes de la desmotadora McCarthy son las únicas desmotadoras que se utilizan actualmente para el algodón de fibra extra larga en Estados Unidos.

### Efectos en los Estados Unidos

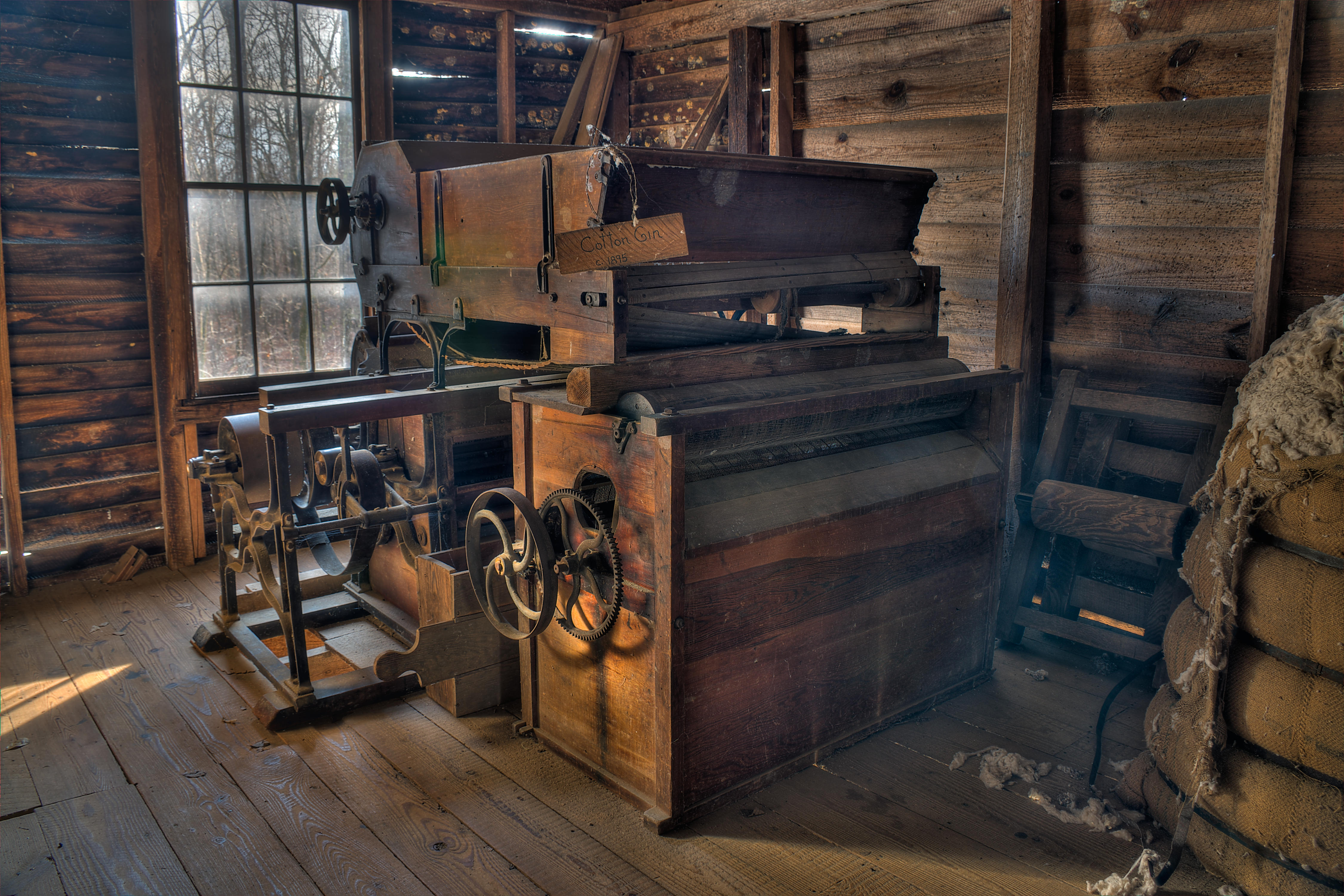
Ginebra de algodón en la Plantación Jarrell.

Antes de la introducción de la desmotadora de algodón mecánica, el algodón había requerido un trabajo considerable para limpiar y separar las fibras de las semillas. Con la desmotadora de Eli Whitney, el algodón se convirtió en un negocio tremendamente rentable, creando muchas fortunas en el sur. Ciudades como Nueva Orleans, Luisiana; Mobile, Alabama; Charleston (Carolina del Sur); y Galveston, Texas se convirtieron en importantes puertos de embarque, obteniendo importantes beneficios económicos del algodón cultivado en todo el Sur. Además, la gran expansión de la oferta de algodón creó una fuerte demanda de maquinaria textil y de diseños mejorados de máquinas que sustituían las piezas de madera por las de metal. Esto condujo a la invención de muchas máquinas herramienta a principios del siglo XIX.
La invención de la desmotadora de algodón provocó un crecimiento masivo de la producción de algodón en Estados Unidos, concentrado sobre todo en el Sur. La producción de algodón pasó de 750.000 balas en 1830 a 2,85 millones de balas en 1850.  Como resultado, la región se hizo aún más dependiente de las plantaciones que utilizaban mano de obra esclava negra, y la agricultura de plantación se convirtió en el mayor sector de su economía. Mientras que un solo esclavo tardaba unas diez horas en separar una sola libra de fibra de las semillas, un equipo de dos o tres esclavos que utilizaba una desmotadora de algodón podía producir unas cincuenta libras de algodón en un solo día. El número de esclavos aumentó en paralelo al incremento de la producción de algodón, pasando de unos 700.000 en 1790 a unos 3,2 millones en 1850. La invención de la desmotadora de algodón provocó un aumento de la demanda de esclavos en el American South, invirtiendo el declive económico que se había producido en la región durante finales del siglo XVIII. Así, la desmotadora de algodón "transformó el algodón como cultivo y el Sur de Estados Unidos en la primera potencia agrícola del mundo".

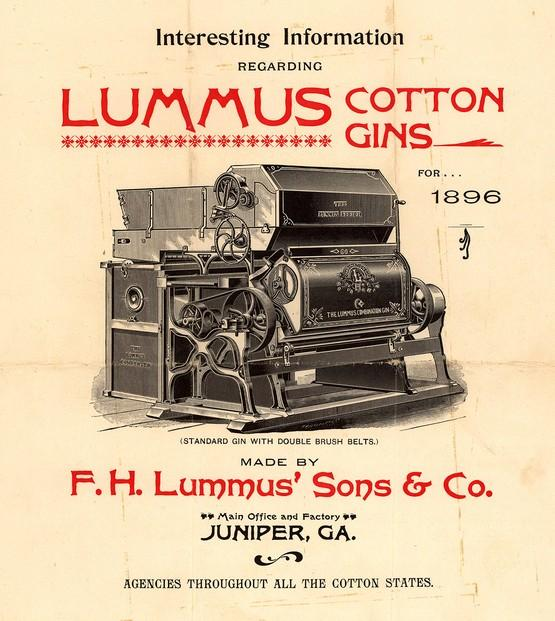
Un anuncio de 1896 de la desmotadora de algodón Lummus.

Debido a su efecto involuntario en la esclavitud estadounidense, y en su garantía de que la economía del Sur se desarrollara en la dirección de la agricultura basada en las plantaciones (al tiempo que fomentaba el crecimiento de la industria textil en otros lugares, como en el Norte), la invención de la desmotadora de algodón se cita con frecuencia como una de las causas indirectas de la guerra civil estadounidense.

## Funcionamiento
Las desmotadoras pequeñas eran operadas a mano, mientras las mayores eran movidas por caballos o por molinos de agua.
Con el paso del tiempo, las desmotadoras fueron perfeccionándose para mejorar el proceso de separado de la fibra de algodón. Las máquinas fueron haciéndose mayores y más complejas, incluyendo una progresiva mecanización y automatización.
Actualmente las desmotadoras son plantas completas de maquinaria que realizan un proceso bastante más complejo para separar los hilos de algodón del resto de la planta recolectada, incluyendo otras máquinas para retirar los desechos resultantes y empaquetar el algodón crudo en balas más fáciles de transportar.

## Desmotadoras modernas de algodón

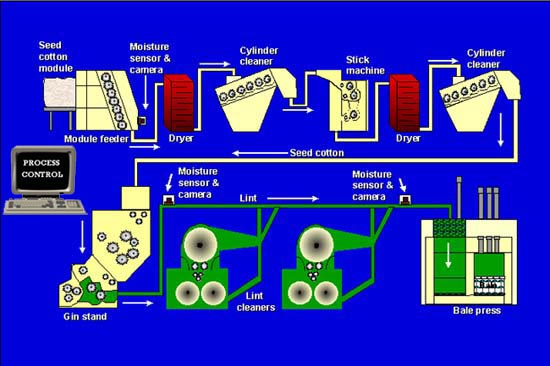
Diagrama de una planta moderna de desmotado de algodón, que muestra numerosas etapas de producción.

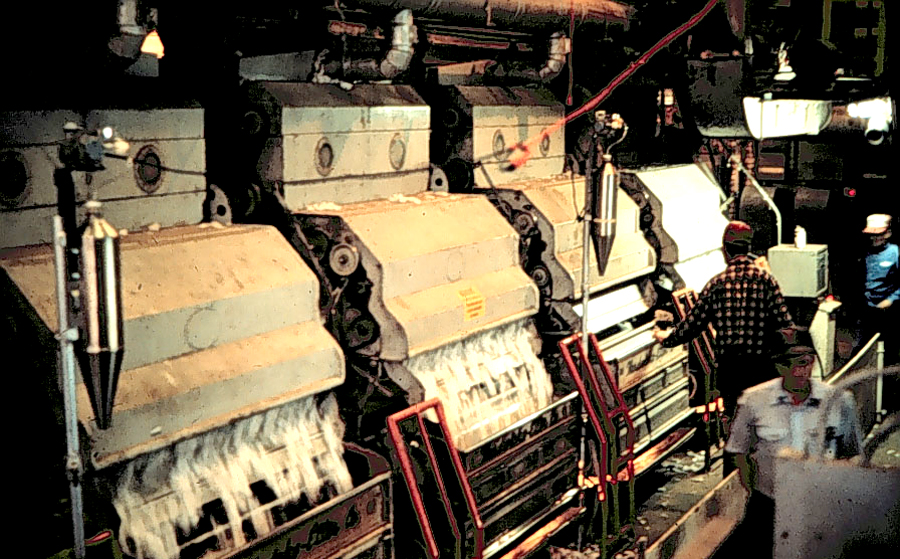
Desmotadoras modernas de algodón.

En la producción moderna de algodón, el algodón llega a las desmotadoras industriales bien en remolques, en "módulos" rectangulares comprimidos de hasta 10 toneladas cada uno o en módulos redondos envueltos en polietileno, similares a una paca de heno producida durante el proceso de recogida por la generación más reciente de recolectores de algodón. El algodón remolcado (es decir, el que no está comprimido en módulos) que llega a la desmotadora se aspira a través de una tubería, de aproximadamente 16 pulgadas (40,6 cm) de diámetro, que se balancea sobre el algodón. Esta tubería se suele accionar manualmente, pero cada vez está más automatizada en las plantas algodoneras modernas. La necesidad de remolques para transportar el producto a la desmotadora se ha reducido drásticamente desde la introducción de los módulos. Si el algodón se envía en módulos, el alimentador de módulos rompe los módulos mediante rodillos con púas y extrae los trozos más grandes de materia extraña del algodón. A continuación, el algodón suelto del alimentador de módulos se aspira en el mismo punto de partida que el algodón del remolque.
A continuación, el algodón entra en un secador que elimina el exceso de humedad. El limpiador de cilindros utiliza seis o siete cilindros giratorios con púas para romper los grandes grupos de algodón.  Las materias extrañas más finas, como la tierra y las hojas, pasan a través de varillas o cribas para su eliminación.  La máquina de palos utiliza la fuerza centrífuga para eliminar las materias extrañas más grandes, como palos y rebabas, mientras el algodón es sujetado por cilindros de sierra que giran rápidamente.
El puesto de desmotado utiliza los dientes de las sierras giratorias para tirar del algodón a través de una serie de "costillas de desmotado", que arrancan las fibras de las semillas que son demasiado grandes para pasar por las costillas. A continuación, la semilla limpia se retira de la desmotadora mediante un sistema de transportador de barrena. La semilla se reutiliza para la siembra o se envía a una fábrica de aceite para su posterior transformación en aceite de algodón y harina de algodón. Los limpiadores de pelusa vuelven a utilizar sierras y barras de rejilla, esta vez para separar las semillas inmaduras y cualquier resto de materia extraña de las fibras. A continuación, la prensa de balas comprime el algodón en balas para su almacenamiento y envío. Las desmotadoras modernas pueden procesar hasta 15 toneladas (33 069,4 lb) de algodón por hora.
Las desmotadoras de algodón modernas generan una cantidad considerable de residuos de desmotado de algodón (CGR), que consisten en palos, hojas, suciedad, cápsulas inmaduras y semillas de algodón. Actualmente se está investigando el uso de estos residuos para producir etanol. Debido a las fluctuaciones en la composición química en el procesamiento, existe la dificultad de crear un proceso de etanol consistente, pero hay potencial para maximizar aún más la utilización de los residuos en la producción de algodón.